# Henriette de Beaufort

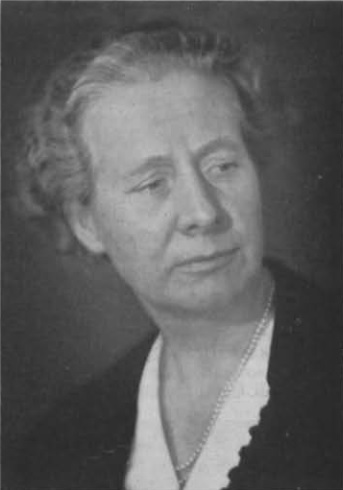
Henriette de Beaufort

Agathe Henriette Maria de Beaufort (Baarn, 13 oktober 1890 - Bennekom, 26 maart 1982), was een Nederlandse letterkundige en lid van de familie De Beaufort. Zij werd geboren in het monumentale huis Peking dat haar vader, Binnert Philip de Beaufort, in 1885 had gekocht toen hij burgemeester van Baarn werd.
Nadat haar vader in 1898 en haar moeder in 1907 waren overleden werd ze opgevangen door de zuster van haar moeder, Henriëtte van Eck, die de huishouding op Huize Mariëndaal in Oosterbeek van haar overleden zuster overnam. Henriëtte ging naar een meisjeskostschool in Genève. In 1909 kwam zij terug. In 1912 werd zij auditrice aan de universiteit van Utrecht waar zij zich verdiepte in de letterkunde en geschiedenis zonder examen te doen.
Op 14 mei 1914 trouwde zij met advocaat jhr. mr. Herman Laman Trip (1881-1928). Sindsdien was Henriëtte bekend onder verschillende namen: H. Laman Trip-de Beaufort en vooral Henriëtte L.T. de Beaufort. 

In 1916 verscheen haar eerste roman Willem van Oranje. In 1924 erfde zij van tante Henriëtte van Eck, die geen kinderen had. Aangezien ze zelf ook geen kinderen had, besloot ze met haar man het geld te gebruiken om kindersanatorium 'Hohes Licht' op te richten in Oberstdorf in Beieren, vlak bij de Zwitserse grens. Nadat haar man in 1928 was overleden bracht zij steeds meer tijd door op Hohes Licht. Vanaf 1933 werden daar ook Joodse kinderen opgenomen, die van valse papieren werden voorzien en naar Zwitserland gebracht. In 1956 verkocht zij Hohes Licht aan een kerkelijke instelling. De naam is nu 'Evangelisches Kneipp-Sanatorium'.
Na de oorlog legde ze zich weer toe op het schrijven. In 1948 verscheen het boek waardoor ze bekendheid kreeg: Gijsbert Karel van Hogendorp. Later volgden meer biografieën, zoals Willem de Zwijger (1950), Cornelis van Vollenhoven (1954) en Rembrandt (1956). In 1965 volgde Wilhelmina 1880-1962. Een levensverhaal. Daarna schreef ze alleen nog een reisverslag: 'Ruimte en zonlicht; Safari in Afrika' (1968).
Zij was de naamgeefster van de Henriëtte de Beaufort-prijs.

## Biografie
- Ben van Eysselsteijn, Henriëtte L.T. de Beaufort. Een schrijfster en haar werk. Den Haag, Leopold, 1970.